# Hrdlořezský hřbitov
Hrdlořezský hřbitov se nachází v Praze 9 u pražské ulice Českobrodská na kraji Hloubětína, těsně za hranicí Hrdlořez. Zřízen byl v roce 1904 hrdlořezskou obcí. Hřbitov má rozlohu 0,39 ha a v dubnu 1999 na něm bylo evidováno celkem 1620 pohřbených, 12 hrobek, 635 hrobů a 114 urnových hrobů. Z významných osobností je na hřbitově pohřbena komunistická politička Anežka Hodinová-Spurná.
Na Hrdlořezském hřbitově se stále pohřbívá.
Hrdlořezský hřbitov spravuje příspěvková organizace Hřbitovy a pohřební služby hl. m. Prahy, Hřbitovní správa Ďáblice.